# Огрызковское
Огрызковское (Змино, Огрызково, Большое Злино, Большое Змино, Змеино, Змено, Большое Змено) — озеро на Валдайской возвышенности, в Бологовском районе Тверской области России.
Озеро лежит к северу от озера Бологое за железной дорогой Петербург — Москва среди значительной величины котловины, занятой большим болотом — Зменским (на карте Злинским), в юго-западной части этих болот.
Озеро Огрызковское — городской водоём, по его берегам расположены железнодорожная станция Бологое Октябрьской железной дороги, город Бологое и Огрызково — микрорайон (бывшая деревня) города Бологое.